# Radio Bemba Sound System
Radio Bemba Sound System je třetí sólové album francouzského zpěváka španělského původu Manu Chao.
Album nese název podle skupiny, která s ním společně vystupuje. Jméno Radio Bemba pochází z časů revoluce na Kubě, kdy označovalo systém komunikace mezi Fidelem Castrem a Che Guevarou při jejich aktivitách v pohoří Sierra Maestra.
Některé z písní na albu byly převzaty z alb původních, doplnily je nové, převážně ve španělštině. V porovnání s alby předchozími je zde znát silnější vliv reggae.

## Seznam písní
1. Intro
2. Bienvenida a Tijuana
3. Machine Gun
4. Por Donde Saldra el Sol?
5. Peligro
6. Welcome to Tijuana
7. El Viento
8. Casa Babylon
9. Por El Suelo
10. Blood and Fire
11. EZLN…Para Tod@as Todo…
12. Mr Bobby
13. Bongo Bong
14. Radio Bemba
15. Que Paso Que Paso
16. Pinocchio (Viaggio In Groppa Al Tonno)
17. Cahi en la Trampa
18. Clandestino
19. Rumba de Barcelona
20. La Despedida
21. Mala Vida
22. Radio Bemba
23. Que Paso Que Paso
24. Pinocchio (Viaggio In Groppa Al Tonno)
25. La Primavera
26. The Monkey
27. King Kong Five
28. Minha Galera
29. Promiscuity